# Consejo de Gobierno de la Junta de Andalucía
El Consejo de Gobierno de Andalucía es el órgano ejecutivo de la Junta de Andalucía. Bajo la dirección del presidente, está para ayudar y definir y dirigir la política de la comunidad autónoma de Andalucía, en España.

## Funciones
El Consejo de Gobierno es uno de los tres órganos que componen la Junta de Andalucía, junto con el Parlamento de Andalucía y el presidente de la Junta de Andalucía. Presidida por este último, comparte con el mismo el poder ejecutivo de la comunidad autónoma de Andalucía.
Sus funciones vienen definidas en los artículos del 119 al 123 del Estatuto de Autonomía de Andalucía de 2007. El Consejo es definido en éste como ostentador del poder ejecutivo, encargado de la elaboración y de la puesta en práctica de la política de Andalucía, así como de la dirección de la Administración y de los servicios bajo la tutela de la Junta. El Gobierno y cada uno de sus miembros son, a éste efecto, dotados de poder reglamentario, en el ámbito de las competencias atribuidas por la Constitución y el Estatuto de Autonomía.
El Consejo actúa de manera estrecha con el Parlamento, que orienta, impulsa y controla la acción del primero, según el artículo 106 del Estatuto, que define las funciones del Parlamento de Andalucía.
La iniciativa para crear y desarrollar leyes es compartida entre el Parlamento, según el procedimiento detallado en su reglamento interno, y el Consejo de Gobierno, según el artículo 111 del Estatuto. Una vez votadas, las leyes son sancionadas por el presidente de la comunidad autónoma (como representante ordinario del Estado en la comunidad autónoma), para después ser publicadas en el Boletín Oficial de la Junta de Andalucía y en el Boletín Oficial del Estado.
Conforme al artículo 109 del Estatuto, el Parlamento de Andalucía delega en el Consejo de Gobierno la facultad de legislar por la vía reglamentaria, a excepción de ciertas materias sobre las cuales el Parlamento conserva una competencia legislativa exclusiva, como son los presupuestos y aquellas leyes que requieran mayoría cualificada, entre otras. En caso de urgencia, la cámara puede por otro lado autorizar al Consejo a crear decretos-ley, de una duración vigente limitada. En los temas más delicados, como presupuestos, régimen electoral, instituciones, derechos y libertades, principalmente, son excluidos del campo de aplicación de ésta medida.
De acuerdo con el apartado cuarto del artículo 119 de la Constitución, el Gobierno de la Comunidad tiene potestad para presentar recursos de inconstitucionalidad y de conflictos de competencias ante el Tribunal Constitucional.

## Elección y composición
El Consejo de Gobierno está compuesto por el presidente, los vicepresidentes y los consejeros. Es el presidente el encargado de nombrar a los consejeros, según el reparto de carteras que éste decida.
Los miembros del Consejo de Gobierno son llamados consejeros, para distinguirlos de los ministros del Gobierno de España. A cada uno de los consejeros se le atribuye un departamento o consejería, con sus respectivas competencias.
El Consejo de Gobierno cesa tras la celebración de elecciones al Parlamento, o, excepcionalmente según el Estatuto, en los siguientes casos:
- Incapacidad jurídica
- Condena penal firme que inhabilite para el desempeño de cargo público
- Fallecimiento del Presidente
- Aprobación de una moción de censura
- Pérdida de cuestión de confianza

El Consejo de Gobierno cesante continuará en sus funciones hasta la creación de un nuevo Consejo. El Consejo dependerá de su Presidente, que es responsable ante el Parlamento. Este último disfruta de un fuerte poder de control.
En la legislatura actual (2022-2026) el Consejo de Gobierno de la Junta de Andalucía está compuesto por 13 consejerías. Tras las elecciones de 2022, Juanma Moreno fue investido presidente por segunda vez, y su partido, el PP-A, gobierno en solitario desde entonces por haber obtenido la mayoría absoluta en el Parlamento (58 diputados de 109).
| ← II Gobierno de Juan Manuel Moreno → 22 de julio de 2022 - presente         |                                                                              |                                                                              |                                        |                                                                   |  |
|                                                                              | Partido Popular Andaluz                                                      |                                                                              |                                        |                                                                   |  |
|                                                                              | Independiente                                                                |                                                                              |                                        |                                                                   |  |
| Presidente de la Junta de Andalucía                                          | Presidente de la Junta de Andalucía                                          | Presidente de la Junta de Andalucía                                          |                                        | Juan Manuel Moreno Bonilla 25 de julio de 2022-                   |  |
| Presidencia, Interior, Diálogo Social y Simplificación Administrativa        | Presidencia, Interior, Diálogo Social y Simplificación Administrativa        | Presidencia, Interior, Diálogo Social y Simplificación Administrativa        |                                        | Antonio Sanz Cabello 26 de julio de 2022-                         |  |
| Economía, Hacienda y Fondos Europeos                                         | Economía, Hacienda y Fondos Europeos                                         | Economía, Hacienda y Fondos Europeos                                         |                                        | Carolina España Reina 26 de julio de 2022-                        |  |
| Desarrollo Educativo y Formación Profesional                                 | Desarrollo Educativo y Formación Profesional                                 | Desarrollo Educativo y Formación Profesional                                 |                                        | Patricia del Pozo Fernández 26 de julio de 2022-                  |  |
| Empleo, Empresa y Trabajo Autónomo                                           | Empleo, Empresa y Trabajo Autónomo                                           | Empleo, Empresa y Trabajo Autónomo                                           |                                        | Rocío Blanco Eguren 26 de julio de 2022-                          |  |
| Salud y Consumo                                                              | Salud y Consumo                                                              | Salud y Consumo                                                              |                                        | Catalina Montserrat García Carrasco 26 de julio de 2022-          |  |
| Agricultura, Pesca, Agua y Desarrollo Rural                                  | Agricultura, Pesca, Agua y Desarrollo Rural                                  | Agricultura, Pesca, Agua y Desarrollo Rural                                  |                                        | Carmen Crespo Díaz 26 de julio de 2022-                           |  |
| Universidad, Investigación e Innovación                                      | Universidad, Investigación e Innovación                                      | Universidad, Investigación e Innovación                                      |                                        | José Carlos Gómez Villamandos 26 de julio de 2022-                |  |
| Turismo, Cultura y Deporte                                                   | Turismo, Cultura y Deporte                                                   | Turismo, Cultura y Deporte                                                   |                                        | Arturo Bernal Bergua 26 de julio de 2022-                         |  |
| Fomento, Articulación del Territorio y Vivienda                              | Fomento, Articulación del Territorio y Vivienda                              | Fomento, Articulación del Territorio y Vivienda                              |                                        | Marifrán Carazo Villalonga 26 de julio de 2022-3 de abril de 2023 |  |
| Fomento, Articulación del Territorio y Vivienda                              | Fomento, Articulación del Territorio y Vivienda                              | Fomento, Articulación del Territorio y Vivienda                              | Rocío Díaz Jiménez 3 de abril de 2023- |                                                                   |  |
| Inclusión Social, Juventud, Familias e Igualdad                              | Inclusión Social, Juventud, Familias e Igualdad                              | Inclusión Social, Juventud, Familias e Igualdad                              |                                        | Loles López Gabarro 26 de julio de 2022-                          |  |
| Sostenibilidad, Medio Ambiente y Economía Azul                               | Sostenibilidad, Medio Ambiente y Economía Azul                               | Sostenibilidad, Medio Ambiente y Economía Azul                               |                                        | Ramón Fernández-Pacheco Monterreal 26 de julio de 2022-           |  |
| Política Industrial y Energía (2022-2023) Industria, Energía y Minas (2023-) | Política Industrial y Energía (2022-2023) Industria, Energía y Minas (2023-) | Política Industrial y Energía (2022-2023) Industria, Energía y Minas (2023-) |                                        | Jorge Paradela Gutiérrez 26 de julio de 2022-                     |  |
| Justicia, Administración Local y Función Pública                             | Justicia, Administración Local y Función Pública                             | Justicia, Administración Local y Función Pública                             |                                        | José Antonio Nieto Ballesteros 26 de julio de 2022-               |  |

## Cronograma de las consejerías de la Junta de Andalucía
Nota: Este cronograma no incluye a las/os consejeras/os sin cartera. 
Abreviaturas utilizadas:
A. / P. / A. / D.R. - Agricultura, Pesca, Agua y Desarrollo Rural;
A.L. y R.I. - Administración Local y Relaciones Institucionales;
A./G./P./D.R. - Agricultura, Ganadería, Pesca y Desarrollo Sostenible;
A. / P. y M.A. - Agricultura, Pesca y Medio Ambiente;
A. / P. / D.R. - Agricultura, Pesca y Desarrollo Rural;
C. / D. - Cultura y Deporte;
C. / I. / U. - Conocimiento, Investigación y Universidad;
C. / P.H. - Cultura y Patrimonio Histórico;
C. / T. / TT. - Comercio, Turismo y Transportes;
C. y Medio Amb. - Cultura y Medio Ambiente;
D. Educ. y F.P. - Desarrollo Educativo y Formación Profesional;
E* - Economía, Hacienda y Administración Pública;
E. / C. / D. - Educación, Cultura y Deporte;
E. / C. / E. / U. - Economía, Conocimiento, Empresas y Universidad;
Ec. y C. - Economía y Conocimiento;
Ed. / Ci. - Educación y Ciencia;
E. / D.T. - Empleo y Desarrollo Tecnológico;
Educ. - Educación;
Educ. y Dep. - Educación y Deporte;
E. / E. / C. - Empleo, Empresa y Comercio;
E. / E. / T.A. - Empleo, Empresa y Trabajo Autónomo;
E. / F. / T.A. - Empleo, Formación y Trabajo Autónomo;
E. / H. / A. - Economía, Hacienda y Administración Pública;
E. / H. / F.E. - Economía, Hacienda y Fondos Europeos;
E. / I. / C. - Economía, Innovación y Ciencia;
E. / I. / C. / E. - Economía, Innovación, Ciencia y Empleo;
E./I./E. - Economía, Industria y Energía;
E. y H. - Economía y Hacienda;
E. y P. - Economía y Planificación;
F. / A.T. / V. - Fomento, Articulación del Territorio y Vivienda de la Junta de Andalucía;
F. / I. / O.T. - Fomento, Infraestructuras y Ordenación del Territorio;
F. / Tr. - Fomento y Trabajo;
F. / Tu. - Fomento y Turismo;
F. / V. - Fomento y Vivienda;
Gob./J. - Gobernación y Justicia;
H./F.E. - Hacienda y Financiación Europea;
H. / I. / E. - Hacienda, Industria y Energía;
H. y P. - Hacienda y Planificación;
I. / C. / T. - Industria, Comercio y Turismo;
Igualdad y B.S. - Igualdad y Bienestar Social;
I.S. / J. / F. / I. - Integración Social, Juventud, Familias e Igualdad
I. / P.S. - Igualdad y Políticas Sociales;
I. / P.S. / C. - Igualdad, Políticas Sociales y Conciliación;
I./S./P.S. - Igualdad, Salud y Políticas Sociales;
J. / A.L. / F.P. - Justicia, Administración Local y Función Pública;
Medio Amb. y Ord. Territorio - Medio Ambiente y Ordenación del Territorio;
O.P. - Obras Públicas;
O.P. / I. - Obras Públicas e Infraestructuras;
O.P. / V. - Obras Públicas y Vivienda;
P. - Presidencia;
P* - Presidencia, Administración Local y Relaciones Institucionales;
P./A. - Presidencia y Administración Local;
P./A./M. - Presidencia, Administración Local y Memoria Democrática;
P./A.P./I. - Presidencia, Administraciones Públicas e Interior;
P. I. y E. - Política Industrial y Energía de la Junta de Andalucía;
P./I./D.S./S.A. - Presidencia, Interior, Diálogo Social y Simplificación Administrativa;
Política Terr. - Política Territorial;
Pr./Ig. - Presidencia e Igualdad;
P.T. / E. - Política Territorial y Energía;
P.T. / I. - Política Territorial e Infraestructura;
RR. Parlamento - Relaciones con el Parlamento;
RR. Institucionales - Relaciones Institucionales;
Salud y Fam. - Salud y Familias;
S./M.A./E.A. - Sostenibilidad, Medio Ambiente y Economía Azul;
S./S.S. - Sanidad y Seguridad Social;
S. y B.S. - Salud y Bienestar Social;
S. y C. - Salud y Consumo;
S. y S.S. - Salud y Servicios Sociales;
T. / A.S. - Trabajo y Asuntos Sociales;
T. / B.S. - Trabajo y Bienestar Social;
T. / C. / D. - Turismo, Cultura y Deporte;
T. / C. / TT. - Turismo, Comercio y Transportes;
T.E./I./C./U. - Transformación Económica, Industria, Conocimiento y Universidades;
T. / I. - Trabajo e Industria;
T. / I. / S.S. - Trabajo, Industria y Seguridad Social;
T. / R. / J. / A. - Turismo, Regeneración, Justicia y Administración Local;
T. / S.S. - Trabajo y Seguridad Social;
Tur. y Com. - Turismo y Comercio;
Tur. y Dep. - Turismo y Deportes;
U., Inv. e Inn. - Universidad, Investigación e Innovación;
V. / O.T. - Vivienda y Ordenación del Territorio